# Federica Sala
Federica Sala (18 de julio de 1993) es una deportista italiana que compite en natación sincronizada. Ganó tres medallas en el Campeonato Mundial de Natación, en los años 2019 y 2022, y tres medallas en el Campeonato Europeo de Natación, en los años 2018 y 2022.

## Palmarés internacional
| Campeonato Mundial | Campeonato Mundial      | Campeonato Mundial | Campeonato Mundial |
| Año                | Lugar                   | Medalla            | Prueba             |
| ------------------ | ----------------------- | ------------------ | ------------------ |
| 2019               | Gwangju (Corea del Sur) | Medalla de plata   | Rutina especial    |
| 2022               | Budapest (Hungría)      | Medalla de plata   | Rutina especial    |
| 2022               | Budapest (Hungría)      | Medalla de bronce  | Combinación libre  |
| Campeonato Europeo |                         |                    |                    |
| Año                | Lugar                   | Medalla            | Prueba             |
| 2018               | Glasgow (Reino Unido)   | Medalla de plata   | Combinación libre  |
| 2022               | Roma (Italia)           | Medalla de plata   | Combinación libre  |
| 2022               | Roma (Italia)           | Medalla de plata   | Rutina especial    |